# Schroder AsiaPacific Fund
Schroder AsiaPacific Fund plc ist eine britische Investmentgesellschaft mit Sitz in London.
Das Ziel des Unternehmens ist die Erzielung von Kapitalwachstum durch die Anlage hauptsächlich in Aktien von Unternehmen, die auf dem asiatischen Kontinent (mit Ausnahme des Nahen Ostens und Japans) sowie in den fernöstlichen Anrainerstaaten des Pazifischen Ozeans ansässig sind. Die Hauptzielregionen sind China, Indien, Taiwan, Hongkong und Südkorea. Das Unternehmen investiert in fünf Hauptbereiche, darunter private Vermögenswerte und alternative Anlagen, Investmentfonds, institutionelle Anlagen und Vermögensverwaltung.
Im März 2024 beliefen sich die verwalteten Mittel auf insgesamt 863 Mio. Pfund
Die Fondsmanager des Trusts sind Abbas Barkhordar und Richard Sennitt von Schroder Investment Management Limited.
Das Unternehmen ist an der Londoner Börse gelistet und Teil des FTSE 250 Index.